# Tour hertzienne du Mont de Mandé
La tour hertzienne du Mont de Mandé est une tour dédiée aux télécommunications, située sur un sommet de la commune d'Igé, en Saône-et-Loire.

## Téléphonie mobile
| Opérateur        | 2G  | 3G  | 4G  | FH  |
| ---------------- | --- | --- | --- | --- |
| Orange           | Oui | Oui | Oui | Oui |
| Bouygues Télécom | Non | Non | Non | Oui |
| SFR              | Non | Non | Non | Oui |

- SYSOCO : Faisceau hertzien
- NET Bourgogne (Conseil régional de Bourgogne) : Faisceau hertzien

Au total, 18 antennes paraboliques sont installées sur cette tour.
Selon les précisions de la carte des Faisceaux Hertziens au 19 août 2019, les 5 antennes paraboliques du FH de SFR ne sont pas activées.